# L + R
『L+R』(エル・プラス・アール)はL⇔Rのベスト・アルバム。

## 概要
- 5000枚の限定販売だったデビューアルバム『L』とプロモーション用として音楽関係者のみに配布された『R』の音源を収録したアルバム。
- 本作の発売に合わせてポリスター時代のアルバム4作が再発売された。
- 『L』の音源を収録した「SIDE-L」、『R』の音源を収録した「SIDE-R」の2枚組アルバムとして構成される。また、初回盤には封入特典として『君と夏と僕のブルー・ジーン』のボーナストラックであった『BOTH SIDES NOW』と、ビートルズの『Paperback Writer』のカバーを収録した8cmシングルが付いている。
- 本作の帯やブックレットに元々は『Last Release』というタイトルであった名残が見られる。

## 収録曲
SIDE-L 
1. BYE BYE POPSICLE (3:40)
作詞:黒沢健一・黒沢秀樹、作曲:黒沢健一・黒沢秀樹
2. LOVE IS REAL? (3:51)
作詞:黒沢健一、作曲:黒沢健一
3. PACKAGE... I missed my natural (3:17)
作詞:黒沢秀樹、作曲:黒沢健一
4. A GO GO (4:17)
作詞:黒沢健一、作曲:黒沢健一
5. NORTHTOWN CHRISTMAS (6:25)
作詞:黒沢健一、作曲:黒沢健一

SIDE-R 
1. Lazy Girl (3:45)
作詞:黒沢健一、作曲:黒沢健一
2. Motion Picture (3:18)
作詞:Brian Peck、作曲:黒沢健一
3. 7 Voice (2:48)
作詞:黒沢健一、作曲:黒沢健一
4. I LOVE TO JAM (1:22)
作詞:BRYAN BURTON-LEWIS、作曲:黒沢健一
5. With Lots of Love Signed All of Us (0:31)
作詞:黒沢健一、作曲：黒沢健一
6. DONUTS DREAMS (BREAKFAST IN CLOUDS) (4:30)
作詞:黒沢健一、作曲:黒沢健一・黒沢秀樹

Bonus Disc（初回封入特典）
1. BOTH SIDES NOW (2:07)
作詞:黒沢健一、作曲：黒沢健一
2. Paperback Writer (3:20)
作詞:JOHN LENNON・PAUL McCARTNEY、作曲:JOHN LENNON・PAUL McCARTNEY